# Cryptontsira parva
Cryptontsira parva är en stekelart som först beskrevs av Muesebeck 1941.  Cryptontsira parva ingår i släktet Cryptontsira och familjen bracksteklar. Inga underarter finns listade i Catalogue of Life.